# Semih Kurtulmuş
Semih Kurtulmuş (* 1. Januar 1997 in Adana) ist ein türkischer Fußballspieler.

## Karriere
Kurtulmuş kam in Yüreğir, einem Stadtteil der südtürkischen Stadt Adana, auf die Welt. Hier begann mit dem Vereinsfußball in der Jugend von Adana Sarıçam Burukspor und wechselte 2012 von hier in den Nachwuchs von Adana Demirspor.
Im Dezember 2015 erhielt er bei letzterem einen Profivertrag, spielte aber weiterhin überwiegend für die Nachwuchsmannschaften. Trotzdem wurde er auch am Training der Profimannschaft von Demirspor beteiligt und gab schließlich am 21. August 2016 in der Ligabegegnung gegen Samsunspor sein Profidebüt.